# Liste de points extrêmes de l'Italie
Voici une liste de points extrêmes de l'Italie.
| \| Testa Gemella Occidentale Cap Spartivento Roche Bernaude Cap d'Otrante Point Sottile Mont Blanc \| Localisation des points extrêmes de l'Italie |
| Testa Gemella Occidentale Cap Spartivento Roche Bernaude Cap d'Otrante Point Sottile Mont Blanc                                                    |

## Latitude et longitude

### Continent
- Nord : Testa Gemella Occidentale (Westliche Zwillingsköpfl), Trentin-Haut-Adige (47° 05′ N, 12° 14′ E)
- Sud : cap Spartivento, Calabre (37° 56′ N, 16° 03′ E)
- Ouest : Roche Bernaude, Piémont (45° 07′ N, 6° 38′ E)
- Est : cap d'Otrante, Pouilles (40° 06′ N, 18° 31′ E)

### Totalité du territoire
- Nord : Testa Gemella Occidentale (Westliche Zwillingsköpfl), Trentin-Haut-Adige (47° 05′ N, 12° 14′ E)
- Sud : pointe Sottile (Lampedusa), Sicile (35° 29′ N, 12° 36′ E)
- Ouest : roche Bernaude, Piémont (45° 07′ N, 6° 38′ E)
- Est : cap d'Otrante, Pouilles (40° 06′ N, 18° 31′ E)

## Par commune

### Continent
- Nord : Predoi, Trentin-Haut-Adige
- Sud : Melito di Porto Salvo, Calabre
- Ouest : Bardonnèche, Piémont
- Est : Otrante, Pouilles

### Totalité du territoire
- Nord : Predoi, Trentin-Haut-Adige
- Sud : Lampedusa e Linosa, Sicilia
- Ouest : Bardonnèche, Piémont
- Est : Otrante, Pouilles

## Altitude
- Maximale : mont Blanc, Courmayeur, Vallée d'Aoste, 4806 m (45° 55′ N, 6° 55′ E)[1]
- Minimale : Le Contane, Jolanda di Savoia, Émilie-Romagne, -3,44 m